# Outeiro Maior
Outeiro Maior ist ein Ort und eine ehemalige Gemeinde (Freguesia) im Nordwesten Portugals.

## Geschichte
Hier wurde ein Beil aus der Bronzezeit gefunden. Möglicherweise stand es im Zusammenhang mit der Cividade de Bagunte, einer befestigten Siedlung der Castrokultur in Bagunte. Auch spätere römische Dachziegel fand man hier, demnach lebten hier vermutlich Menschen im Umfeld der befestigten Siedlung von Bagunte.
Als São Martinho de Outeiro Maior gehörte die Gemeinde im Mittelalter zum Kloster Mosteiro de São Simão da Junqueira, das im 11. Jahrhundert gegründet wurde.
Die Gemeinde gehörte zum Kreis Póvoa de Varzim, bis es im Zuge der zahlreichen Verwaltungsreformen nach der Liberalen Revolution 1820 und dem folgenden Miguelistenkrieg (1832–1834) im Jahr 1853 dem Kreis Vila do Conde angegliedert wurde.
Mit der Gemeindereform 2013 wurde die eigenständige Gemeinde Outeiro Maior aufgelöst und mit drei anderen zur neuen Gemeinde Bagunte, Ferreiró, Outeiro Maior e Parada zusammengeschlossen.

## Verwaltung
Outeiro Maior war Sitz einer eigenständigen Gemeinde (Freguesia) im Kreis (Concelho) von Vila do Conde im Distrikt Porto. Sie hatte eine Fläche von 4,8 km² und 369 Einwohner (Stand 30. Juni 2011).
Im Zuge der Gebietsreform zum 29. September 2013 wurden die Gemeinden Bagunte, Ferreiró, Outeiro Maior und Parada zur neuen Gemeinde União das Freguesias de Bagunte, Ferreiró, Outeiro Maior e Parada zusammengeschlossen. Bagunte wurde Sitz dieser neu gebildeten Gemeinde, während die übrigen Gemeindeverwaltungen als Gemeinde-Bürgerbüros bestehen blieben.

## Bauwerke
- Paço do Casal dos Cavaleiros (auch Casa de Cavaleiros)[4]